# Transferência de custódia
Transferência de Custódia na indústria de petróleo e gás natural refere-se às operações que envolvem o transporte de substância física de um operador para outro. Isto inclui a transferência de petróleo bruto e refinado entre tanques de armazenagem e petroleiros; petroleiros e navios e outras transações. Transferência de custódia em medição de líquidos é definida como um ponto de medição (local) onde o líquido está sendo medido para a venda de uma parte para outra. Durante a transferência de custódia, a precisão é de grande importância para ambas as empresa distribuidora e eventual destinatária, durante a transferência de materiais.
O termo "medição fiscal" é muitas vezes substituído por transferência de custódia, e refere-se a medição a qual é um ponto de uma transação comercial tal como quando uma mudança de proprietário ocorre. A transferência de custódia ocorre a qualquer momento em que líquidos são passados da posse de uma parte à outra.
A transferência de custódia geralmente envolve:
- Padrões industriais;
- Normas nacionais de metrologia;
- Acordos contratuais entre partes estabelecidas da transferência de custódia; e
- A regulamentação governamental e tributação.

Devido ao alto nível de precisão exigido durante aplicações de transferência de custódia, os medidores de vazão que são usados para executar esta estão sujeitos à aprovação por uma organização como o American Petroleum Institute (API). As operações de transferência de custódia podem ocorrer em vários pontos ao longo do caminho; estas podem incluir operações, transações ou transferência de petróleo de uma plataforma de produção de petróleo para um navio, barcaça, vagão ou caminhão-tanque e também para o ponto de destino final, como uma refinaria.

## Métodos de medição
A transferência de custódia é uma das aplicações mais importantes para a medição de vazão. Muitas tecnologias de medição de vazão são usadas para aplicações da transferência de custódia; estas incluem medidores de vazão de pressão diferencial (DP), medidores de vazão de turbina, medidores de vazão de deslocamento positivo, medidores de vazão Coriolis e medidores de vazão ultrassônicos.

### Medidores de Pressão Diferencial
Os medidores de vazão de pressão diferencial (DP) são utilizados para a transferência de custódia de líquido e gás para medir o escoamento de líquido, gás e vapor. O medidor de vazão de pressão diferencial consiste de um transmissor de pressão diferencial e de um elemento primário. O elemento primário cria um estrangulamento em um fluxo de escoamento, enquanto o transmissor de pressão diferencial mede a diferença de pressão a montante e a jusante do estrangulamento.
Em muitos casos, os transmissores de pressão e os elementos primários são comprados pelos usuários finais a partir de diferentes fornecedores. No entanto, vários fornecedores integram o transmissor de pressão com o elemento principal para formar um medidor de vazão completo. A vantagem disto é que podem ser calibrados junto com o elemento primário e com o transmissor de pressão diferencial, já existentes.
Normas e critérios para o uso de medidores de vazão pressão diferencial para aplicações de transferência de custódia são especificados pela Associação Americana de Gás (AGA) e pelo American Petroleum Institute (API).
A vantagem de usar um medidor de vazão de pressão diferencial é que ele é o tipo mais estudado e melhor compreendido de medidor de vazão. A desvantagem do uso de medidores de vazão de pressão diferencial é que eles introduzem uma perda de carga na linha do medidor de vazão. Este é um resultado necessário do estrangulamento na linha que é necessário para fazer a medição de vazão de pressão diferencial.
Um desenvolvimento importante no uso de medidores de vazão pressão diferencial para aplicações de transferência de custódia tem sido o desenvolvimento de acessórios de câmara de orifício, simples e dupla.

### Medidores de Turbina
O primeiro medidor de vazão de turbina foi inventado por Reinhard Woltman, um engenheiro alemão em 1790. O medidor de vazão de turbina consiste de um rotor com lâminas de hélice que gira quando água ou outro líquido qualquer passa através dele. O rotor gira em proporção à vazão (ver medidores de turbina). Existem muitos tipos de medidores de turbina, mas muitos daqueles usados para a vazão de gás são chamados de medidores axiais.
O medidor de vazão de turbina é muito útil quando se mede a vazão estável de líquidos limpos com baixa viscosidade e alta velocidade. Em comparação com outros medidores de vazão, o medidor de vazão de turbina tem uma vantagem de custo significativa sobre medidores de vazão ultrassônicos, especialmente nos diâmetros de linhas maiores, e também tem um preço favorável em comparação com os preços dos medidores de vazão de pressão diferencial, especialmente nos casos em que um medidor de turbina pode substituir vários medidores de pressão diferencial.
A desvantagem do medidor de vazão de turbina é que eles têm partes móveis sujeitas a desgaste. Para evitar o desgaste e imprecisão, materiais duráveis são usados, incluindo rolamentos de esferas de cerâmica.

### Medidores de Deslocamento Positivo
Medidores de vazão de deslocamento positivo (PD) são medidores de alta precisão que são amplamente utilizados para transferência de custódia de água (comercial e industrial), bem como para transferência de custódia de gás natural e de muitos outros líquidos. Os medidores de vazão de deslocamento positivo têm a vantagem de terem sido aprovados por diversos órgãos regulamentadores para esta finalidade, e eles ainda não foram superados por outras aplicações.
Os medidores de deslocamento positivo se sobressaem nas medições de baixas vazões, e também com fluidos altamente viscosos, porque os medidores de deslocamento positivo confinam o escoamento em "vasos" de volume conhecido. A velocidade de escoamento não é problema quando se usa um medidor de deslocamento positivo.

### Medidores Coriolis
Os medidores de vazão Coriolis já existem há mais de 20 anos e são os preferidos nas indústrias de processo, tais como as de produtos químicos e de alimentos e bebidas.
A tecnologia Coriolis oferece precisão e confiabilidade na medição de escoamento de materiais, e é muitas vezes aclamada como uma das melhores tecnologias de medição de vazão, no entanto, não existe limitação significativa nos medidores Coriolis convencionais para transferência de custódia. Isto porque medidores de Coriolis não obtiveram bons resultados na medição de condições de escoamento de duas fases, que envolvem uma combinação de gás e líquido.
A vazão é medida usando medidores de Coriolis, pela análise das mudanças na força de Coriolis de uma substância escoando. A força é gerada num movimento de massa dentro de uma estrutura rotativa de referência. É produzida uma aceleração angular para fora, a qual é fatorada com uma velocidade linear, devido à rotação. Com um escoamento de massa, a força de Coriolis é proporcional à vazão mássica do referido escoamento.
Um medidor Coriolis possui dois componentes principais: um tubo de escoamento oscilante equipado com sensores e controladores, e um transmissor eletrônico que controla as oscilações, analisa os resultados, e transmite as informações. O princípio Coriolis para medição de vazão requer ser explorada a seção oscilante de um tubo rotativo. A oscilação produz a força de Coriolis, a qual tradicionalmente é detectada e analisada para determinar a vazão. Os medidores Coriolis modernos utilizam a diferença de fase medida em cada extremidade do tubo de oscilação.

### Medidores Ultrassônicos
Os medidores de vazão ultrassônicos foram introduzidos primeiramente nos mercados industriais em 1963 pela Tokyo Keiki (agora Tokimec) no Japão. As medições de transferência de custódia já existem há muito tempo e ao longo dos últimos dez anos, medidores Coriolis e ultrassônicos tornaram-se a escolha de medidores de vazão para transferência de custódia na indústria de petróleo e gás.
Os medidores ultrassônicos fornecem vazão volumétrica. Eles normalmente usam o método do tempo de trânsito, em que as ondas sonoras transmitidas no sentido de escoamento do fluido se deslocam mais rapidamente do que as que se deslocam a montante. A diferença do tempo de trânsito é proporcional à velocidade do fluido. Os medidores de vazão ultrassônicos tem perda de carga insignificante se a instalação recomendada for seguida, tem alta capacidade de rejeição, e pode lidar com uma ampla gama de aplicações. Produção de petróleo, transporte e processamento são aplicações típicas para esta tecnologia.
O uso de medidores de vazão ultrassônicos continua crescendo para transferência de custódia. Ao contrário do medidor de deslocamento positivo e dos medidores de turbina, os medidores de vazão ultrassônicos não possuem partes móveis. A perda de carga é muito reduzida com um medidor ultrassônico quando comparado ao medidor de deslocamento positivo, turbina, e medidores de pressão diferencial. A instalação de medidores ultrassônicos é relativamente simples, e as necessidades de manutenção são mínimas.
Em junho de 1998, a American Gás Association publicou um padrão chamado AGA-9. Esta norma estabelece os critérios para o uso de medidores de vazão ultrassônicos para transferência de custódia de gás natural.

## Componentes
A transferência de custódia exige um sistema de medição completo, que é projetado e construído para a aplicação, não apenas medidores de vazão. Componentes de um sistema de transferência de custódia tipicamente incluem:
- Vários medidores/trechos de medição;
- Computadores de vazão;
- Sistemas da qualidade (cromatógrafos de gás para medir o teor de energia de gás natural e sistemas de amostragem para líquidos);
- Calibração in-loco ou provadores móveis para líquidos, ou medidor-mestre (master meter) para líquidos ou gás; e
- Suporte à automação.

Um skid típico de transferência de custódia de líquidos inclui diversos medidores de vazão e provadores de medidor. Provadores são utilizados para calibrar medidores no local e são executadas frequentemente; normalmente antes, durante e depois de uma transferência em lote para a garantia de medição.

## Precisão
Na norma ISO 5725-1 a precisão padrão para instrumentos de medição é definida como "o grau de concordância entre o resultado experimental e o valor de referência aceito". Este termo "precisão" inclui tanto o erro sistemático quanto a componente de tendência.
Cada dispositivo possui uma especificação de precisão declarada do seu fabricante e sua precisão testada. A incerteza leva em conta todos os fatores do sistema de medição que afetam a precisão da medição. A precisão dos medidores de vazão pode ser usada em dois sistemas diferentes de medição que, em última análise, têm diferentes incertezas calculadas devido a outros fatores do sistema que afetam os cálculos de vazão. A incerteza ainda inclui fatores como a precisão do conversor A/D do computador de vazão. A busca da exatidão em um sistema de transferência de custódia requer atenção meticulosa aos detalhes.

## Requisitos para Transferência de Custódia
Sistemas de medição de transferência de custódia devem atender às exigências estabelecidas pelos organismos do setor, como AGA, API, ou ISO e normas nacionais de metrologia, tais como OIML (Internacional), NIST (EUA), PTB (Alemanha), CMC (China), e GOST (Rússia), entre outros. Estes requisitos podem ser de dois tipos: legais e contratuais.

### Legais
Os códigos e regulamentos nacionais de Pesos e Medidas controlam as exigências comerciais de atacado e varejo para facilitar o comércio justo. Os regulamentos e as exigências de precisão variam muito entre os países e mercadorias, mas todos eles têm uma característica em comum: "rastreabilidade". Há sempre um procedimento que define o processo de validação, onde o medidor em operação é comparado com um padrão que é rastreável pela agência de metrologia legal da respectiva região.

### Contratos
Um contrato é um compromisso escrito entre compradores e vendedores que define os requisitos de medição. Estas são as vendas de grande volume entre empresas de operação onde os produtos refinados e óleos crus são transportados por meios marítimo, ferroviário ou oleodutos. A medição de transferência de custódia deve ser no nível mais elevado de exatidão possível porque um pequeno erro de medição poderá constituir uma grande diferença financeira. Devido a essas naturezas críticas das medições, as empresas de petróleo em todo o mundo desenvolveram e adotaram normas para satisfazer as necessidades da indústria.
No Canadá, por exemplo, todas as medições de natureza de transferência de custódia recaem sob a alçada da Measurement Canada. Nos EUA, a Comissão Federal Regulatória de Energia (FERC) controla as normas que devem ser cumpridas para o comércio interestadual.

## Transferência de Custódia de Líquidos
A transferência de custódia de medição de vazão de líquido seguem as diretrizes estabelecidas pela ISO. Por consenso industrial, a medição de vazão de líquido é definida como tendo uma incerteza global de ± 0,25% ou melhor. A incerteza global é derivada de uma combinação de análise estatística apropriada das incertezas dos componentes do sistema de medição.

### Modo de Medição

#### Medição de Volume ou de Massa
As medições de vazão de líquidos são realizadas geralmente nas unidades volumétrica ou de massa. O volume é normalmente utilizado para operações independentes de campo de carregamento de petroleiros, enquanto que a de massa é usada para oleodutos de múltiplos campos ou oleodutos offshore com requisito de alocação.
A medição de massa, e seus relatórios são conseguidos por:
- Medição da taxa de vazão volumétrica (por exemplo, por turbina ou medidor ultrassônico) e a densidade do fluido.
- Medição de massa direta por medidor Coriolis.

#### Sistema de Amostragem
Um sistema automático de amostragem proporcional ao fluxo é usado na a medição de vazão para determinar o teor médio de água, a densidade média e para fins de análise. Sistemas de amostragem devem estar amplamente de acordo com a norma ISO 3171. O sistema de amostragem é uma parte crítica durante a medição de vazão. Quaisquer erros introduzidos através de erros de amostragem, geralmente têm um efeito direto, linear na medição geral.

#### Medição de Temperatura e Pressão
A temperatura e pressão são fatores importantes a considerar quando se toma medições de vazão de líquidos. Os pontos de temperatura e medição de pressão devem ser posicionados o mais próximo do medidor quanto seja possível, no que se refere às condições na entrada do medidor. Medições de temperatura que afetam a precisão do sistema de medição devem ter uma precisão de loop global de 0,5 °C, ou melhor, e a leitura correspondente deve ter uma resolução de 0,2 °C, ou melhor.
As verificações de temperatura são realizadas por termômetros certificados com o auxílio de bainhas (termopoços). 
As medidas de pressão que afetam a precisão do sistema de medição devem ter uma precisão de loop global de 0,5 bar, ou melhor, e a leitura correspondente deve ter uma resolução de 0,1 bar, ou melhor.

## Transferência de Custódia de Gases
A transferência de custódia de medição de vazão de gases segue as diretrizes estabelecidas pelos organismos internacionais. Por consenso industrial, a medição de vazão de gases é definida como medida de vazão mássica com uma incerteza total de ± 1,0% ou melhor. A incerteza global é derivada de uma combinação da análise estatística adequada das incertezas dos componentes do sistema de medição.

### Modo de Medição

#### Unidade de Volume ou de Massa
Todas as medições de vazão de gases devem ser feitas em fluxos de gás de fase única, com medições tanto em unidades volumétricas quanto em unidades de massa.

#### Amostragem
A amostragem é um aspecto importante, porque ajuda a determinar a precisão. Instalações API devem ser fornecidas com a finalidade de obtenção de amostras representativas. O tipo de instrumentação e o sistema de medição pode influenciar este requisito.

#### Densidade do Gás
A densidade do gás no medidor pode ser determinada por meio de:
- Medição direta contínua, por densímetro on-line.
- Cálculo, usando uma equação de estado reconhecida, juntamente com as medições da temperatura do gás, pressão e composição.

A maioria das indústrias prefere usar a medição contínua da densidade do gás. No entanto, ambos os métodos podem ser utilizados simultaneamente, e a comparação dos seus resultados podem proporcionar confiança adicional na exatidão de cada método.

## Práticas Recomendadas
Em qualquer aplicação de transferência de custódia, uma verdadeira incerteza aleatória tem uma chance igual de privilegiar qualquer uma das partes, o impacto líquido deve ser zero para ambas as partes, e precisão de medição e a repetitividade não devem ser valorizadas. A precisão da medição e a repetitividade são de alto valor para a maioria dos vendedores, pois muitos usuários instalam medidores de verificação. O primeiro passo na criação de qualquer sistema de transferência de custódia é determinar as expectativas de desempenho de medição mútua do fornecedor e do usuário ao longo do intervalo de vazões. Esta determinação de expectativas de desempenho mútuo deve ser feita por pessoas que têm uma compreensão clara de todos os custos das disputas de medição causadas por má repetitividade. O segundo passo é a quantificação das condições de operação, que não são controláveis. Para uma medição de vazão, isto pode incluir:
- Variação de temperatura ambiente esperada;
- Pressão máxima de linha estática;
- Variação da pressão e da temperatura da linha estática;
- Perda de carga permanente máxima permitida;
- Rejeição de vazão; e
- Variação esperada de frequência, vazão e/ou pulsação.

O terceiro e último passo é selecionar procedimentos de hardware, instalação e manutenção que irão garantir que a medição fornece o desempenho necessário instalado sob as (incontroláveis) condições de funcionamento previstas. Por exemplo, o usuário pode: 
- Selecionar um transmissor de pressão estática e / ou diferencial que tem um desempenho melhor ou pior de acordo com as condições operacionais reais dadas.
- Calibrar o(s) transmissor(es) com frequência ou não.
- No caso de um medidor de vazão de pressão diferencial, o tamanho do elemento primário para uma pressão diferencial mais alta ou mais baixa (maior pressão diferencial proporciona maior exatidão, à custa de uma perda de carga mais elevada).
- Selecionar um medidor de vazão e transmissor de pressão com resposta mais rápida ou mais lenta.
- Usar linhas de interconexão longa ou curta (impulso), ou conexão direta para uma resposta mais rápida.

Embora a primeira e a segunda etapas envolvam a coleta de dados, o terceiro passo pode exigir cálculos e/ou testes.

## Fórmula geral para o cálculo da energia transferida (LNG)
A fórmula para o cálculo do LNG transferido depende das condições contratuais de venda. Estes podem se relacionar com três tipos de contrato de venda, conforme definido pelo INCOTERMS 2000: venda FOB, venda CIF ou venda DES.
No caso de uma venda FOB (Free On Board), a determinação da energia transferida e a energia a faturar serão feitas no porto de carregamento.
No caso de uma venda CIF (Cost, Insurance & Freight) ou de uma venda DES (Delivered Ex Ship), a energia transferida e a energia a faturar serão determinadas no porto de descarregamento.
Nos contratos FOB, o comprador é responsável por fornecer e manter os sistemas de medição de transferência de custódia a bordo do navio para determinação do volume, temperatura e pressão e que o vendedor é responsável por fornecer e manter os sistemas de medição de transferência de custódia no terminal de carregamento, tais como a amostragem e análise de gases. Para os contratos CIF e DES a responsabilidade é invertida.
Tanto o comprador quanto o vendedor tem o direito de verificar a precisão de cada sistema que é fornecido, mantido e operado pela outra parte. A determinação da energia transferida normalmente acontece na presença de um ou mais fiscais, do oficial de carga do navio e de um representante do operador do terminal de LNG. Um representante do comprador pode também estar presente.
Em todos os casos, a energia transferida pode ser calculada com a seguinte fórmula:
E =(VLNG × DLNG × GVCLNG) - E gás deslocado ± E(gás para ER) (se aplicável) 
Onde:
E = a energia total líquida transferida das instalações de carregamento para o navio transportador de LNG, ou a partir do navio transportador de LNG para as instalações de descarregamento.
VLNG = o volume de LNG carregado ou descarregado em m³.
DLNG = a densidade do LNG carregado ou descarregado em kg/m³.
GCVLNG = o poder calorífico do LNG carregado ou descarregado em MMBTU/kg.
E gás deslocado = A energia líquida do gás deslocado, também em MMBTU, que pode ser: enviada de volta via terrestre pelo transportador LNG no carregamento (volume de gás nos tanques de carga deslocados pelo mesmo volume de LNG carregado), ou, gás recebido pelo transportador de LNG nos seus tanques de carga quando descarregando em substituição ao volume de LNG descarregado.
E(gás para ER) = Se for o caso, a energia do gás consumido na sala de máquinas do navio transportador de LNG durante o tempo entre a abertura e fechamento de inspeções de transferência de custódia, ou seja, a parte utilizada pelo navio no porto, que é:
+ Para uma transferência de carregamento de GNL ou
- Para uma transferência de descarregamento de LNG